# Solntse
Solntse (en ruso: Солнце; en ucraniano: Сонце; literalmente «Sol») es el undécimo álbum de estudio de la cantante ucraniana Ani Lorak.
El disco, lanzado al mercado en Ucrania y Rusia durante el año 2009 contiene la canción con la que Ucrania participó en el Festival de la Canción de Eurovisión 2008, Shady Lady y una versión del tema en ruso, С неба в небо (S neba v nebo).
El disco también cuenta con un formato CD/DVD con 5 videos.
El primer sencillo se titula como el álbum, Солнце, y llegó al número 2 de las listas de Ucrania y al número 15 de las listas de Rusia. El disco también incluye una versión en inglés de Солнце (Solntse) titulada I'm Alive (Estoy Viva).

## Canciones del álbum
CD:

1. Птица/Ptitsa/(Pájaro)
2. А дальше…/A Dal'she/(Y más...)
3. Танцы/Tantsy/(Danzas)
4. Небеса-ладони/Nebesa-ladoni/(Dama paraíso)
5. Солнце/Solntse/(Sol)
6. Мечта о тебе/Mechta o tebe/(Sueño contigo)
7. Дальние страны/Dal'nie strany/(Países distantes)
8. Идеальный мир/Ideal'ny mir/(Mundo perfecto)
9. Пламя/Plamya/(Llama)
10. Нелюбовь/Nelyubov'/(Aversión)
11. Крылья чудес/Kryl'ya chudes/(Alas de los milagros)
12. С неба в небо/S neba v nebo/(De cielo en cielo) (Versión rusa de Shady Lady)
13. I’m Alive (Estoy viva)
14. Shady Lady

DVD:

1. Солнце
2. Shady Lady
3. I'm Alive
4. Shady Lady (Remix)
5. А дальше…